# Papiro 2
O Papiro 2  ({\displaystyle {\mathfrak {P}}}2) é um antigo papiro do Novo Testamento que contém um fragmento do Evangelho de João (12:12-15).